# База за командване, управление и наблюдение
База за командване, управление и наблюдение (КУН) е българско военно формирование, част от Военновъздушните сили на страната.

## История
Създадена е на 1 юли 2012 г. В състава на базата влизат Авиационния оперативен център, първи радиотехнически полк, комуникационно-информационна и навигационна поддръжка, метеорологичният център на ВВС и авиотехническа база. Функцията на базата е в осъществяването на наблюдение на въздушното пространство на България и реакция при въздушна опасност. Първи командир е полковник Пламен Богданов. Заместник-командир е полковник Стефан Разпопов, началник-щаб полковник Борис Петров.

## Командири
- Полковник Пламен Богданов (1 юли 2012 – октомври 2015)
- Полковник Васил Лазаров (октомври 2015 – 10 май 2018)
- Полковник Христо Ганецовски (10 май 2018 – 1 януари 2023)
- Полковник Юрий Луканов (от 1 януари 2023 г.)